# Кім Бодня
Кім Бодня (Боднія, Бодніа, дан. Kim Bodnia; нар. 12 квітня 1965) — данський актор, письменник і режисер. Він став широко відомий своєю роллю поліцейського детектива Мартіна Роде у скандинавському серіалі «Міст», а також роллю торговця наркотиками Френка у режисерському дебюті Ніколаса Віндінга Рефна «Дилер» у 1996 році. Сьогодні він найбільш відомий як Костянтин у серіалі «Убиваючи Єву».
У 2009 році Бодніа удостоївся головної кінематографічної премії Данії «Боділ» за найкращу чоловічу роль другого плану, а в 2014 році він отримав премію телевізійного фестивалю в Монте-Карло за найкращу чоловічу роль у драматичному серіалі. У 2019 році він отримав телевізійну премію Британської академії за найкращу чоловічу роль другого плану за роль у серіалі «Вбиваючи Єву».

## Життєпис
Народився в Копенгагені 12 квітня 1965 року і виріс в Еспергерді. Він вихідець з єврейської сім'ї з польським і українським корінням.
Бодніа визнав, що у дитинстві він був особливо хорошим учнем, назвавши себе «клоуном», який хотів вчитися. Його головним інтересом була легка атлетика, особливо біг на 100 метрів та стрибки у довжину, у яких він кілька років був чемпіоном Зеландії серед молоді. Він хотів стати футбольним воротарем, але травма стопи завадила йому продовжити кар'єру.
Будучи студентом, Бодніа приєднався до театральної трупи, виступаючи в основному в комедійних ролях. Коли йому було 16, його мати запропонувала йому подати заявку на місце у Данській національній школі театру та сучасного танцю. Його перша заявка була відхилена, але він вступив з другої спроби роком пізніше, у 1987 році.

## Особисте життя
Бодніа був одружений двічі: спочатку на актрисі Лотте Андерсен, від якої у нього є син, а зараз на актрисі Рікке Луїзі Андерссон, від якої має двох синів і доньку.
Прізвище, походить від українського прізвища Бодня, яке в свою чергу походить від слова бодня - дерев'яна низька діжка з кришкою.

## Фільмографія
| Рік  | Назва                              | Персонаж           |
| ---- | ---------------------------------- | ------------------ |
| 1989 | En afgrund af frihed               |                    |
| 1993 | Bulldozer                          | Самсон             |
| 1994 | Нічне чергування                   | Єнс                |
| 1996 | Дилер                              | Франк              |
| 1997 | Den sidste viking                  |                    |
| 1999 | Той, що стікає кров'ю              | Лео                |
| 1999 | Швидкі стволи                      | Харальд            |
| 2001 | Jolly Roger                        |                    |
| 2001 | Øyenstikker                        |                    |
| 2002 | Himmelfall                         |                    |
| 2002 | Тисни на газ!                      |                    |
| 2004 | Monstertorsdag                     |                    |
| 2004 | Den gode strømer                   |                    |
| 2004 | INKA$$O                            |                    |
| 2005 | Opbrud                             |                    |
| 2006 | The Journals of Knud Rasmussen     |                    |
| 2006 | Undskyld!                          |                    |
| 2006 | Вільні стрілки                     |                    |
| 2007 | Ekko                               |                    |
| 2007 | Вбивство                           |                    |
| 2008 | Kandidaten                         |                    |
| 2008 | Frygtelig lykkelig                 |                    |
| 2009 | Vølvens forbandelse                |                    |
| 2009 | Julefrokosten                      |                    |
| 2010 | Min bedste fjende                  |                    |
| 2010 | Помста                             | Ларс               |
| 2010 | Caroline — den sidste rejse        |                    |
| 2010 | Kommissarie Winter (серіал)        |                    |
| 2010 | Sandheden om mænd                  |                    |
| 2011 | Delhi Belly                        |                    |
| 2011 | Той, хто вбиває (серіал)           |                    |
| 2011 | Міст                               | Мартін Роде        |
| 2012 | Кохання — це все, що тобі потрібно | Лейф               |
| 2012 | The Stranger Inside                |                    |
| 2012 | Зустріч у Кіруні                   |                    |
| 2013 | Alle for to                        |                    |
| 2013 | Skytten                            |                    |
| 2013 | Krigarnas ö                        |                    |
| 2014 | Серена                             | Абе Херманн        |
| 2014 | Skumringslandet                    |                    |
| 2014 | August                             |                    |
| 2014 | Рожева вода                        | «Рожева вода»      |
| 2018 | Вбиваючи Єву                       | Костянтин Васильєв |
| 2021 | Відьмак (сезон 2)                  | Весемір            |
| 2024 | Дівчина і море                     | Генрі Едерле       |
| 2025 | Формула-1                          | Каспар             |